# Jerry Doyle

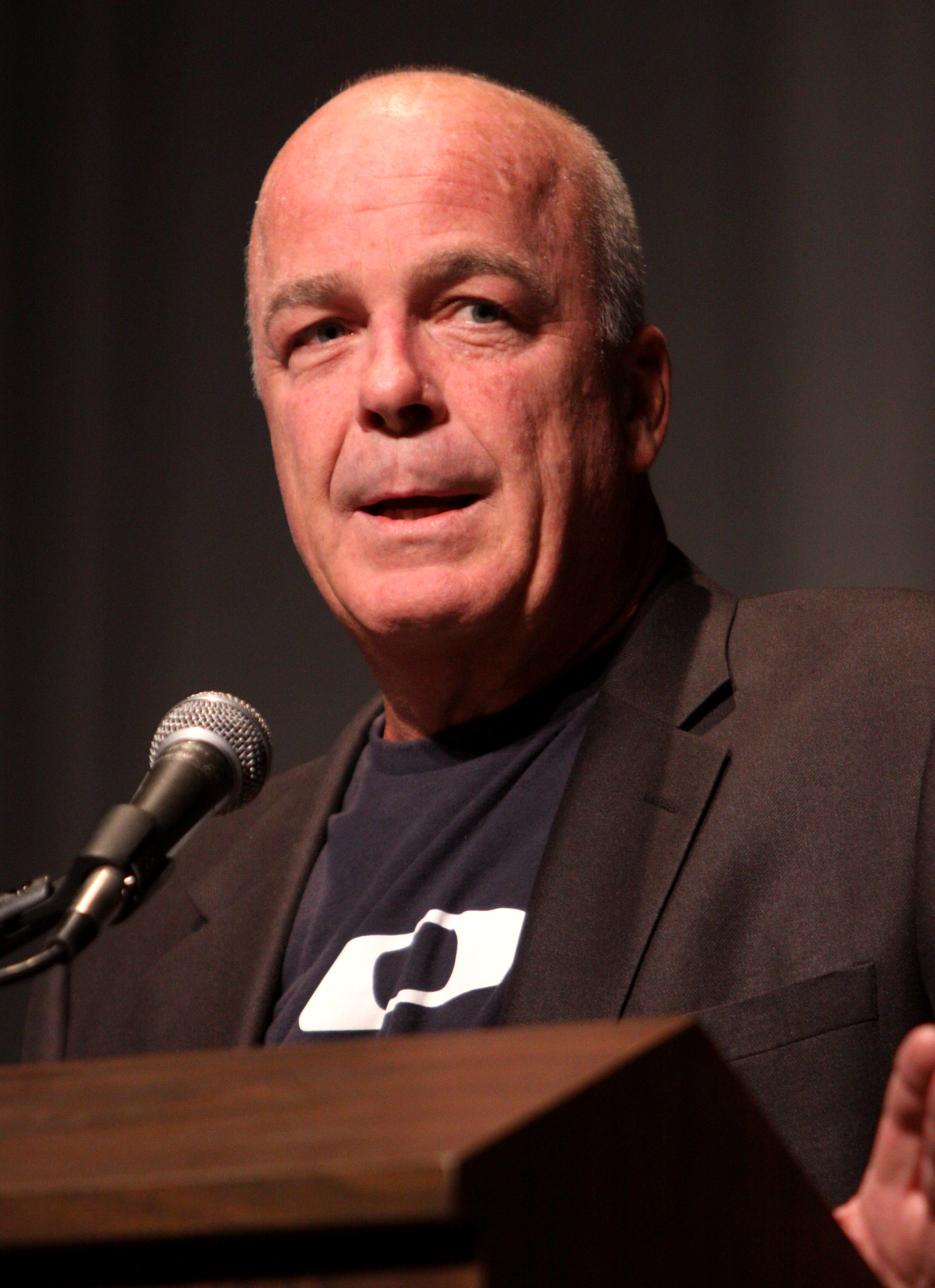
Jerry Doyle (2011)

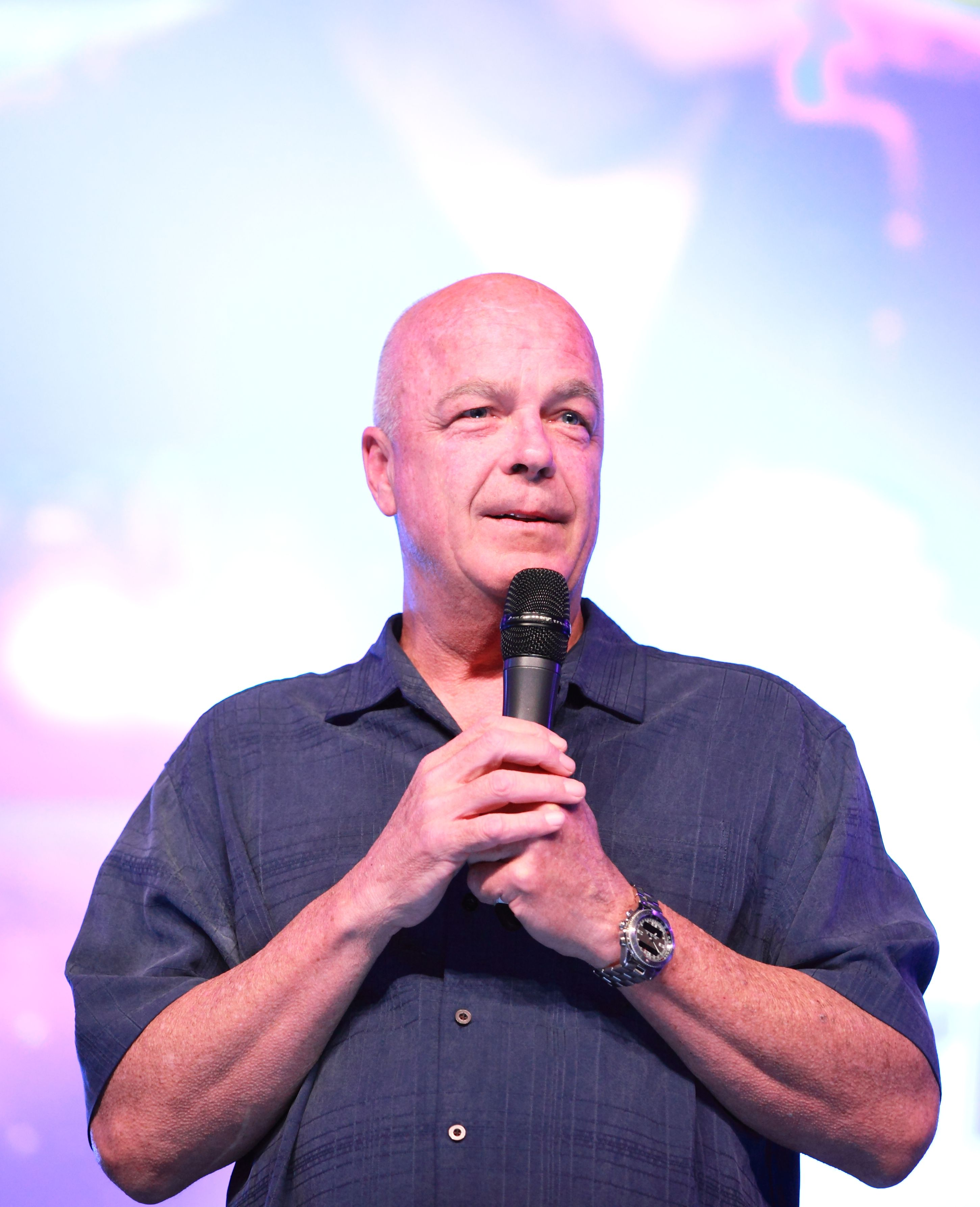
Jerry Doyle (2015) auf der Fedcon

Jerry Doyle (* 16. Juli 1956 in Brooklyn, New York; † 27. Juli 2016 in Las Vegas, Nevada) war ein US-amerikanischer Schauspieler, Radiomoderator und Politiker, der durch seine Rolle als Michael Garibaldi in der Science-Fiction-Serie Babylon 5 bekannt wurde.
Nach einer erfolgreichen Karriere als Pilot und Investmentbanker entschloss er sich 1991, Schauspieler zu werden.
Er war von 1995 bis 1997 mit der Schauspielerin Andrea Thompson verheiratet, die in den ersten beiden Staffeln von Babylon 5 die Telepathin Talia Winters spielte.
Im Jahr 2000 trat Doyle als unabhängiger Konservativer auf einem Ticket der Republikanischen Partei bei den amerikanischen Kongresswahlen an, unterlag aber in seinem Wahlbezirk, dem 24. Kongresswahlbezirk von Kalifornien, dem Demokraten Brad Sherman. Sherman kam auf 66 Prozent der Stimmen, Doyle auf 29,8 Prozent.
Ab 2004 hatte Jerry Doyle seine eigene Radioshow The Jerry Doyle Show. Er starb im Juli 2016 im Alter von 60 Jahren. Laut der Anfang September 2016 vom Gerichtsmediziner von Clark County veröffentlichten Pressemitteilung starb Doyle eines „natürlichen Todes mit Komplikationen von chronischem Alkoholismus“.

## Filmografie (Auswahl)
- 1992: Passagier 57 (Statistenrolle als einer der Passagiere)
- 1993: Spacecenter Babylon 5
- 1994–1998: Babylon 5 (Fernsehserie)
- 1995: Renegade – Gnadenlose Jagd (Renegade, Fernsehserie, Folge 4x02 „Tödliche Flitterwochen“)
- 1996: Captain Simian & The Space Monkeys (Fernsehserie)
- 1998: The Outsider
- 1998: Babylon 5: Der Fluss der Seelen (Babylon 5: The River of Souls)
- 1999: Babylon 5: Waffenbrüder (Babylon 5: A Call to Arms)
- 1999: Sliders – Das Tor in eine fremde Dimension (Sliders, Fernsehserie, Folge 5x03)
- 2002: Devious Beings
- 2002: Virtual Storm (Storm Watch)
- 2003: Jagd auf den verlorenen Schatz (Lost Treasure)
- 2003: The Long Ride Home
- 2004: Open House
- 2010: Republic of Doyle – Einsatz für zwei (Republic of Doyle, Fernsehserie, eine Folge)